# Ръководна вкаменелост
Ръководната вкаменелост е фосилизирана останка от определен организмов вид (или група видове), който е характерен за отложенията от определена геоложка възраст. Обикновено ръководните вкаменелости принадлежат на животни и по-рядко – на висши растения. Ако едно животно или растение се е появило като вид и е живяло в един сравнително къс времеви интервал, числеността му е била висока, а разпространението – широко, останките му в земните пластове изпълняват функциите на „ръководна вкаменелост“. Установяването на ръководни вкаменелости е много важно за геохронологичното датиране на отложенията чрез методите на биостратиграфията. Колкото по-краткотрайно е било съществуването на даден вид, толкова по-прецизно може да бъде определена възрастта на пластовете, които съдържат неговите фосили.
Амонитите (Ammonoidea) – подклас на мекотелите са сред най-известните ръководни вкаменелости. От безгръбначните животни широко използвани са и някои корали (Anthozoa), граптолитите (Graptolithina), брахиоподите (Brachiopoda), белемнитите (Belemnitida), трилобитите (Trilobita), конодонтите (Conodonta) и други. Ръководни вкаменелости има и сред гръбначните животни. Такива са например ръкоперките (Sarcopterygii), живели основно през девона, пещерната мечка (Ursus spelaeus) и мамутът (Mammuthus primigenius), живели през плейстоцена. Зъбите на много видове гризачи, чиято еволюция е протекла бурно в края на плиоцена и през плейстоцена са ценни ръководни фосили за биостратиграфията на кватернера.. Например останките на полевката Prosomys insuliferus от семейството на т.нар. водни плъхове (Arvicolidae) са ръководни вкаменелости за долния русцин (част от ранния плиоцен).

## Списък на ръководни вкаменелости[2]
| Изображение       | Научно име                      | Период           | Млн. години назад |
| ----------------- | ------------------------------- | ---------------- | ----------------- |
| Argopectin gibbus | Pecten gibbus Argopecten gibbus | Кватернер        | 1,8               |
|                   | Neptunea tabulata               | Кватернер        | 1,8               |
|                   | Viviparus glacialis             | Ранен плейстоцен | 2,3 – 1,8         |
|                   | Calyptraphorus velatus          | Терциер          |                   |
|                   | Venericardia planicosta         | Еоцен            |                   |
| Scaphites         | Scaphites hippocrepis           | Креда            |                   |
| Inoceramus        | Inoceramus labiatus             | Креда            |                   |
| Perisphinctes     | Perisphinctes tiziani           | Юра              |                   |
|                   | Nerinea trinodosa               | Юра              |                   |
|                   | Tropites subbullatus            | Триас            |                   |
|                   | Monotis subcircularis           | Триас            |                   |
| Leptodus          | Leptodus americanus             | Перм             |                   |
| Parafusulina      | Parafusulina bosei              | Перм             |                   |
|                   | Dictyoclostus americanus        | Пенсилваний      |                   |
|                   | Lophophyllidium proliferum      | Пенсилваний      |                   |
|                   | Cactocrinus multibrachiatus     | Мисисипий        |                   |
|                   | Prolecanites gurleyi            | Мисисипий        |                   |
| Mucrospirifer     | Mucrospirifer mucronatus        | Девон            | 416 – 359         |
|                   | Palmatolepis unicornis          | Девон            |                   |
|                   | Tetragraptus fructicosus        | Ордовик          |                   |
|                   | Paradoxides                     | Камбрий          | 509 – 500         |
|                   | Billingselia corrugata          | Камбрий          |                   |
|                   | Archeocyathids                  | Долен камбрий    | 529 – 509         |